# گالینا آرزومانیان
گالینا آندرئاسی آرزومانیان (ارمنی: Գալինա Անդրեասի Արզումանյան؛ انگلیسی: Galina Arzumanyan؛ زادهٔ ۲ دسامبر ۱۹۲۵ - درگذشته ۶ ژانویهٔ ۱۹۹۷) زیست‌شناس سلولی اهل ارمنستان بود.

## زندگی‌نامه
وی در در دنیپرو به دنیا آمد و از دانشگاه پزشکی دولتی ایروان (۱۹۴۶) فارغ‌التحصیل گشت.  وی در ۶ ژانویهٔ ۱۹۹۷ در سن ۷۱ سالگی در ایروان درگذشت.

## یادداشت
1. ↑  բժշկական գիտությունների դոկտոր